# Zęby gardłowe

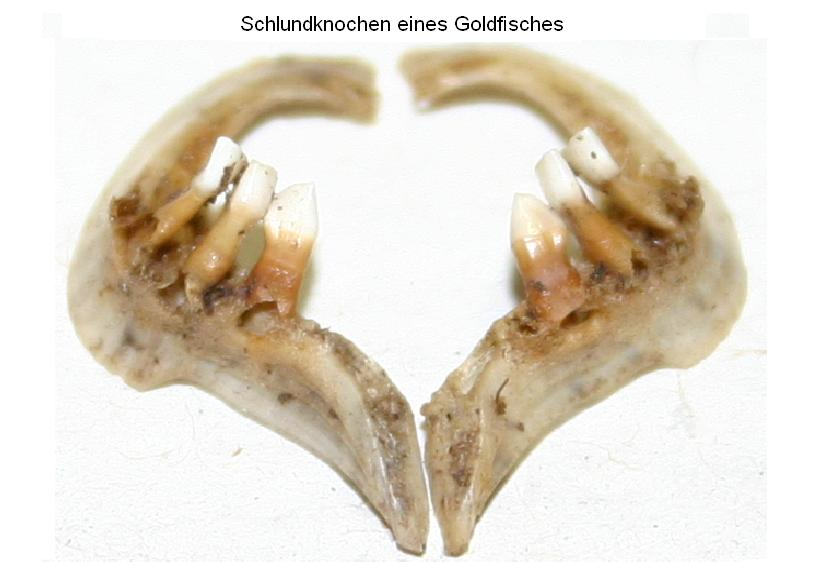
Zęby gardłowe u jednej z odmian Carassius auratus auratus

Zęby gardłowe, zęby gardzielowe – występujące w gardzieli niektórych ryb twarde, kostne twory oparte na piątym, ostatnim łuku skrzelowym, przekształconym w kość gardłową dolną (os pharyngeum inferior) i pozbawionym listków skrzelowych. Służą do rozgniatania pokarmu, a następnie jego przesuwania w stronę przełyku.

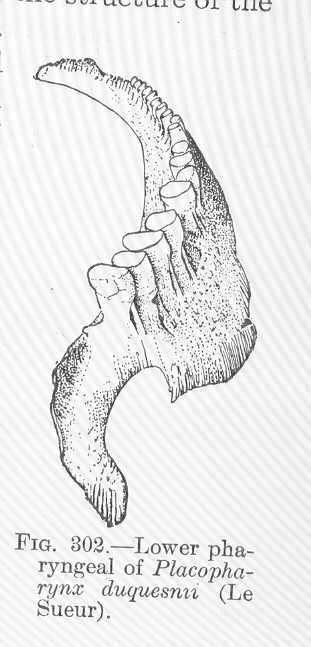
Zęby gardłowe u Moxostoma duquesni

W zależności od gatunku zęby te mogą być spiczasto lub tępo zakończone. Występują zwłaszcza u ryb karpiokształtnych. U karpiowatych, które nie mają zębów właściwych (co jest cechą charakterystyczną dla całego rzędu karpiokształtnych), ułożone są w jednym lub kilku (dwóch, trzech) rzędach naprzeciw osadzonych na wyrostku gardłowym kości potylicznej rogowych płytek, zwanych żarnami, o które rozcierają pokarm. U czukuczanowatych i piskorzowatych zęby te występują licznie, przy czym u tych pierwszych brak jest żaren.
Obecne są także u wargaczowatych z rzędu okoniokształtnych, które cechuje również występowanie właściwego uzębienia szczękowego. U tych ryb osadzone są na płytkach powstałych ze zrośnięcia kości gardłowych. Dolne kości gardłowe zrastają się w płytkę trójkątną, górne w prostokątną; na płytkach tych położone są guzkowate zęby służące do rozcierania mięczaków i skorupiaków. Występowanie zębów gardłowych potwierdzono także u ryb flądrokształtnych, u których są zespolone w trójkątną płytkę.
Formują się z tzw. brodawek zębowych, wykształcających się w tkance otaczającej łuki skrzelowe. Są wymieniane wielokrotnie w ciągu życia ryby – dwukrotnie w pierwszym roku życia, a w kolejnych latach raz w roku. Spowodowane jest to szybko ścierającym się szkliwem pokrywającym zębinę.
Liczba zębów gardłowych, a także sposób ich ustawienia są cechami systematycznymi ryb karpiokształtnych. Na przykład u lina Tinca tinca i płoci Rutilus rutilus występują w jednym szeregu, u klenia Squalius cephalus i wzdręgi Scardinius erythrophthalmus w dwóch, w trzech u karpia Cyprinus carpio i brzany Barbus barbus. Cechę tę podaje się w tzw. wzorze zębów gardłowych, który np. dla płoci przyjmuje postać 5–5, co oznacza, że zarówno w lewej, jak i prawej części jedynego szeregu występuje po pięć zębów gardłowych. W szeregu wewnętrznym znajdują się największe i najsilniejsze zęby.